# M/S Borgholm
M/S Borgholm var ett fartyg byggt för D/S af 1866 paa Bornholm A/S som S/S Bornholm.

## Historia
År 1899 levererades fartyget till DS AS af 1866 paa Bornholm och sattes i trafik mellan Köpenhamn och Rönne. I april 1924 såldes fartyget till Svenska Amerika Linien (S.A.L.) och döptes om till M/S Borgholm. Fartyget sattes in mellan Göteborg och Östersjön. I november 1934 såldes fartyget till D/S Östersöen och i mars 1937 såldes fartyget tillbaka till D/S af 1866 paa Bornholm A/S. Fartyget döptes om till S/S Östersöen. År 1953 höggs fartyget upp i Odense, Danmark.